# Stefan Weiß (Historiker)

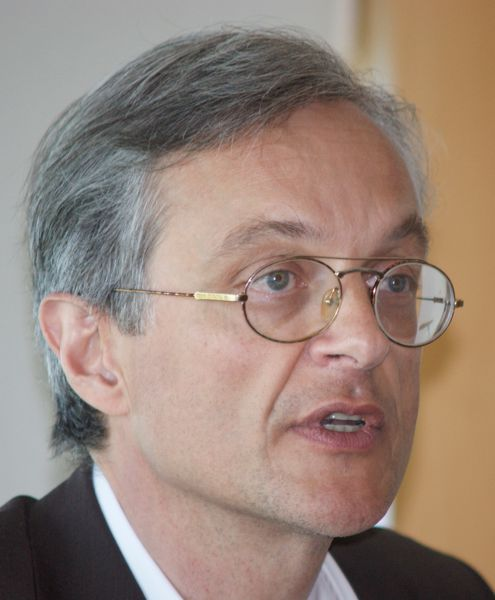
Stefan Weiß, aufgenommen von Werner Maleczek auf der Frühjahrstagung des Konstanzer Arbeitskreises im April 2014 in Hegne.

Stefan Otto Walter Weiß (* 25. Mai 1960 in Düsseldorf; † 27. Dezember 2016  in Straßburg) war ein deutscher Historiker für mittelalterliche Geschichte.
Weiß studierte an der Universität Düsseldorf, wo er 1991/92 bei Rudolf Hiestand mit einer Arbeit über hochmittelalterliche Legatenurkunden promoviert wurde. Von 1995 bis 2003 war er Assistent von Bernhard Schimmelpfennig an der Universität Augsburg. Im Juli 2000 wurde er mit einer Arbeit über die Lebensmittelversorgung des päpstlichen Hofes in Avignon habilitiert und daraufhin zum Privatdozenten ernannt.
Weiß war Stipendiat am Deutschen Historischen Institut in Rom und am Deutschen Historischen Institut in Paris. Professuren vertrat er an der Universität Saarbrücken, an der Universität Zürich und an der Universität Vechta. In seinen letzten Lebensjahren lebte er als freier Übersetzer in Straßburg. So übersetzte er beispielsweise in einem Blog Kolumnenbeiträge von David P. Goldman ins Deutsche. Daneben bearbeitete er für die Gallia Pontificia die Papsturkunden des Erzbistums Arles. Er gab 2008 einen Sammelband zu den französisch-deutschen Beziehungen im 14. und 15. Jahrhundert heraus.
Weiß war ausgewiesener Kenner der mittelalterlichen Papstgeschichte und galt in der Fachwelt als der wohl beste Kenner der spätmittelalterlichen Finanzüberlieferung der Kurie. Er publizierte aber auch zur Wirtschaftsgeschichte, zur französischen und englischen mittelalterlichen Geschichte oder zu Otto Brunner und Paul Kehr. Zusammen mit Ilse Nagelschmidt und Jochanan Trilse-Finkelstein gab er einen Tagungsband über Goethes erstes Weimarer Jahrzehnt heraus, in dem er die umstrittenen Thesen Ettore Ghibellinos über die Existenz einer Liebesbeziehung zwischen Johann Wolfgang von Goethe und Herzogin Anna Amalia von Sachsen-Weimar und Eisenach unterstützte.
Weiß war mit der Wirtschaftswissenschaftlerin und in Straßburg lehrenden Universitätsprofessorin Hélène Rainelli-Weiß verheiratet. Er starb an einer Krebserkrankung.

## Schriften (Auswahl)
Monographien
- Die Urkunden der päpstlichen Legaten von Leo IX. bis Coelestin III. (1049–1198) (= Forschungen zur Kaiser- und Papstgeschichte des Mittelalters. Beihefte zu J.F. Böhmer, Regesta Imperii. Bd. 13). Böhlau, Köln u. a. 1995, ISBN 3-412-13094-X.
- Die Versorgung des päpstlichen Hofes in Avignon mit Lebensmitteln (1316–1378). Studien zur Sozial- und Wirtschaftsgeschichte eines mittelalterlichen Hofes. Akademie-Verlag, Berlin 2002, ISBN 3-05-003640-0.
- Der königliche Kaufmann. Oder wie man ein Königreich saniert. Primus, Darmstadt 2006, ISBN 3-89678-324-6.
- Rechnungswesen und Buchhaltung des Avignoneser Papsttums (1316–1378). Eine Quellenkunde (= Monumenta Germaniae Historica. Hilfsmittel. Bd. 20). Hahn, Hannover 2003, ISBN 3-7752-1127-6.

Herausgeberschaften
- mit Georg Kreuzer: Bernhard Schimmelpfennig: Papsttum und Heilige. Kirchenrecht und Zeremoniell. Ausgewählte Aufsätze. ars et unitas, Neuried 2005, ISBN 3-936117-62-4.
- Regnum et imperium. Die französisch-deutschen Beziehungen im 14. und 15. Jahrhundert (= Pariser historische Studien. Bd. 83). Oldenbourg, München 2008, ISBN 978-3-486-58179-9 (online).
- mit Ilse Nagelschmidt und Jochanan Trilse-Finkelstein: Goethes erstes Weimarer Jahrzehnt. Anna Amalia und Goethe. Denkena, Weimar 2010, ISBN 978-3-936177-15-2.